# Secrétaire (meuble)
Un secrétaire est un meuble de bureau privé servant à l’écriture de la correspondance, au rangement des documents et courriers. 

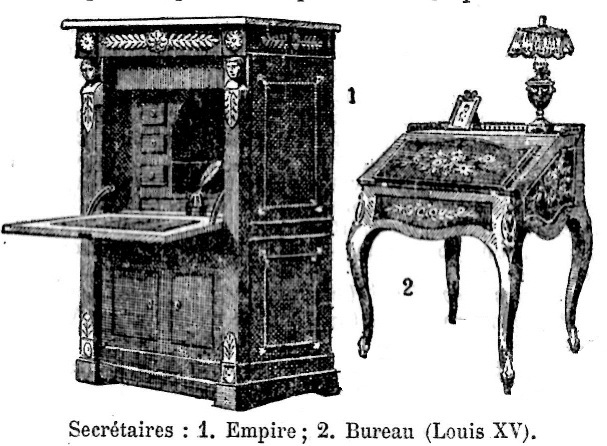
Secrétaires à abattant.

## Origine et dérivé du meuble
- Dérivé de l’écritoire, dont l’origine remonte logiquement à l’époque de l’écriture sur parchemin,
- de la table à écrire apparue dans la même période que le cabinet sous Louis XIII,
- du meuble bureau vers le XVIIe siècle, qui est plutôt une table sur pieds avec ou non des tiroirs sur le côté.

Le bonheur-du-jour était un meuble de salon qui pouvait servir de secrétaire.

## Secrétaire à abattant
Du style Régence en meuble en bois massif, au début du Mobilier contemporain en panneaux à particules, le secrétaire à abattant a subi, avec plus ou moins de bonheur, tous les styles de mobilier, avec toutes les essences possibles, mais en gardant néanmoins la même structure de base : un tiroir haut, une partie avec l’abattant qui permet d’écrire et la partie basse fermée par deux portes ou avec des tiroirs. Le "billet-doux" était un petit secrétaire à abattant qui servait à écrire des correspondances occasionnelles.

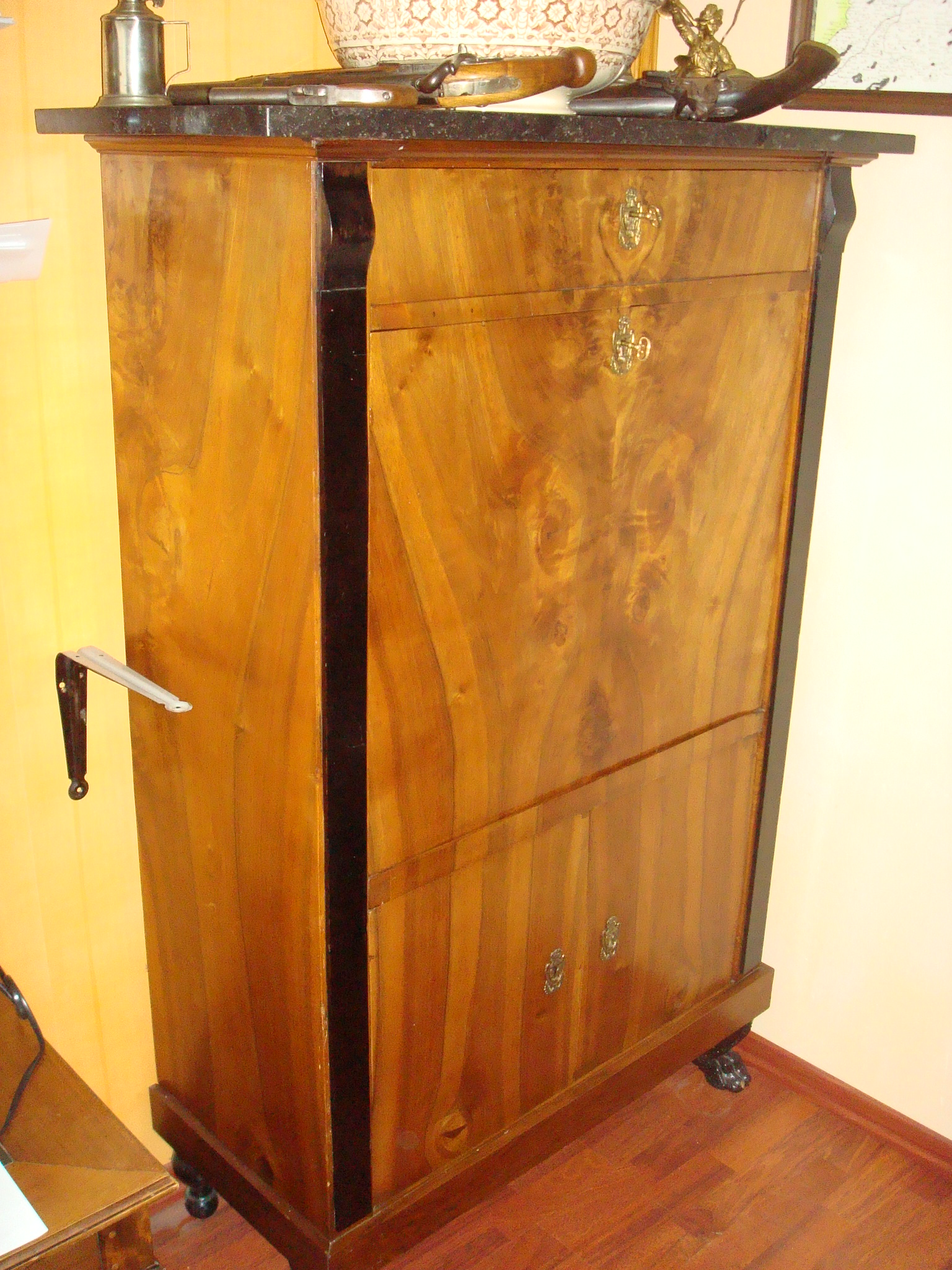
Secrétaire Empire 1810.
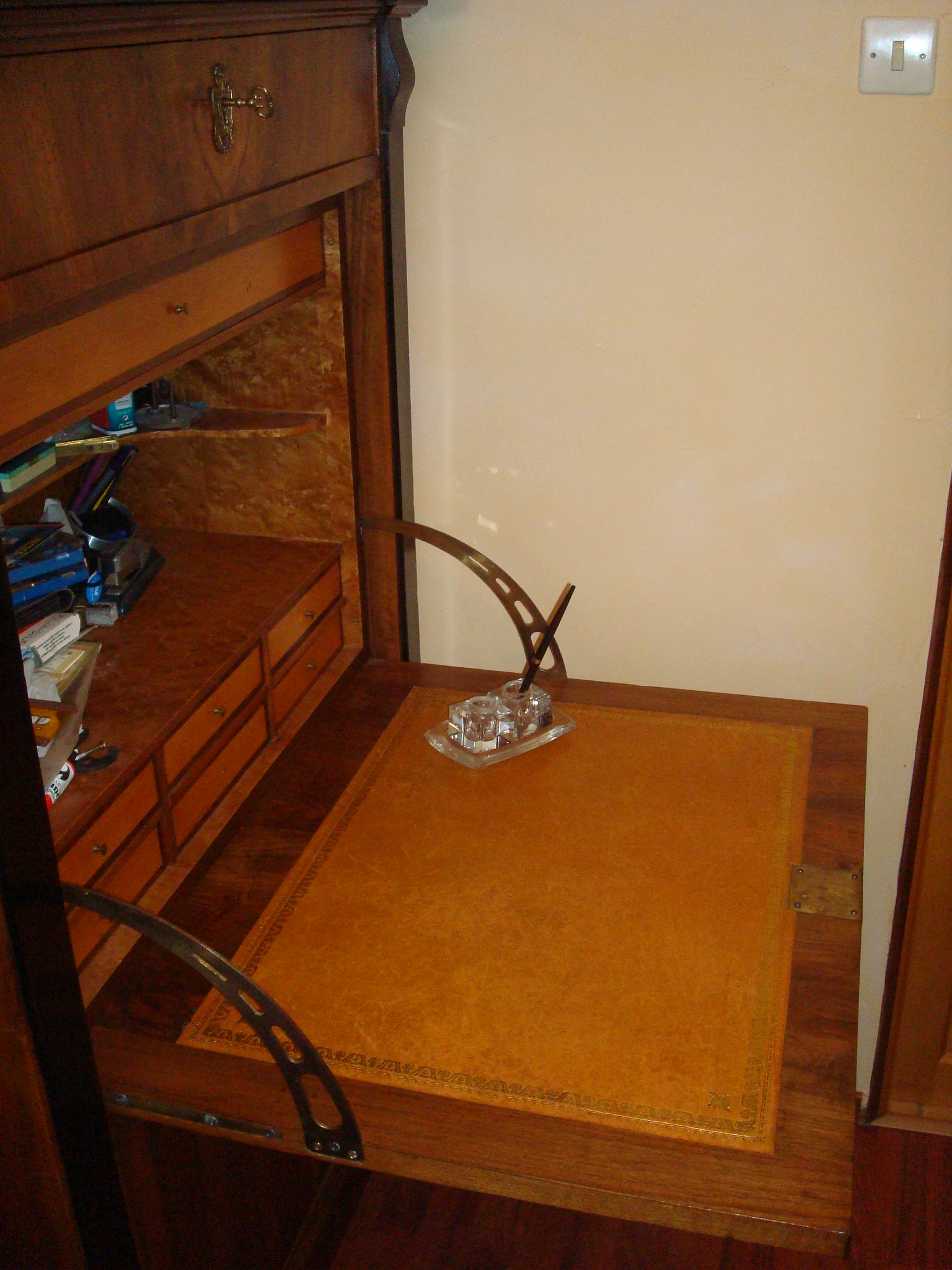
Secrétaire Empire, abattant baissé.

## Secrétaire dos-d’âne ou en pente
Dit aussi bureau à pente ou à dos-d’âne,

## Bureau cylindre

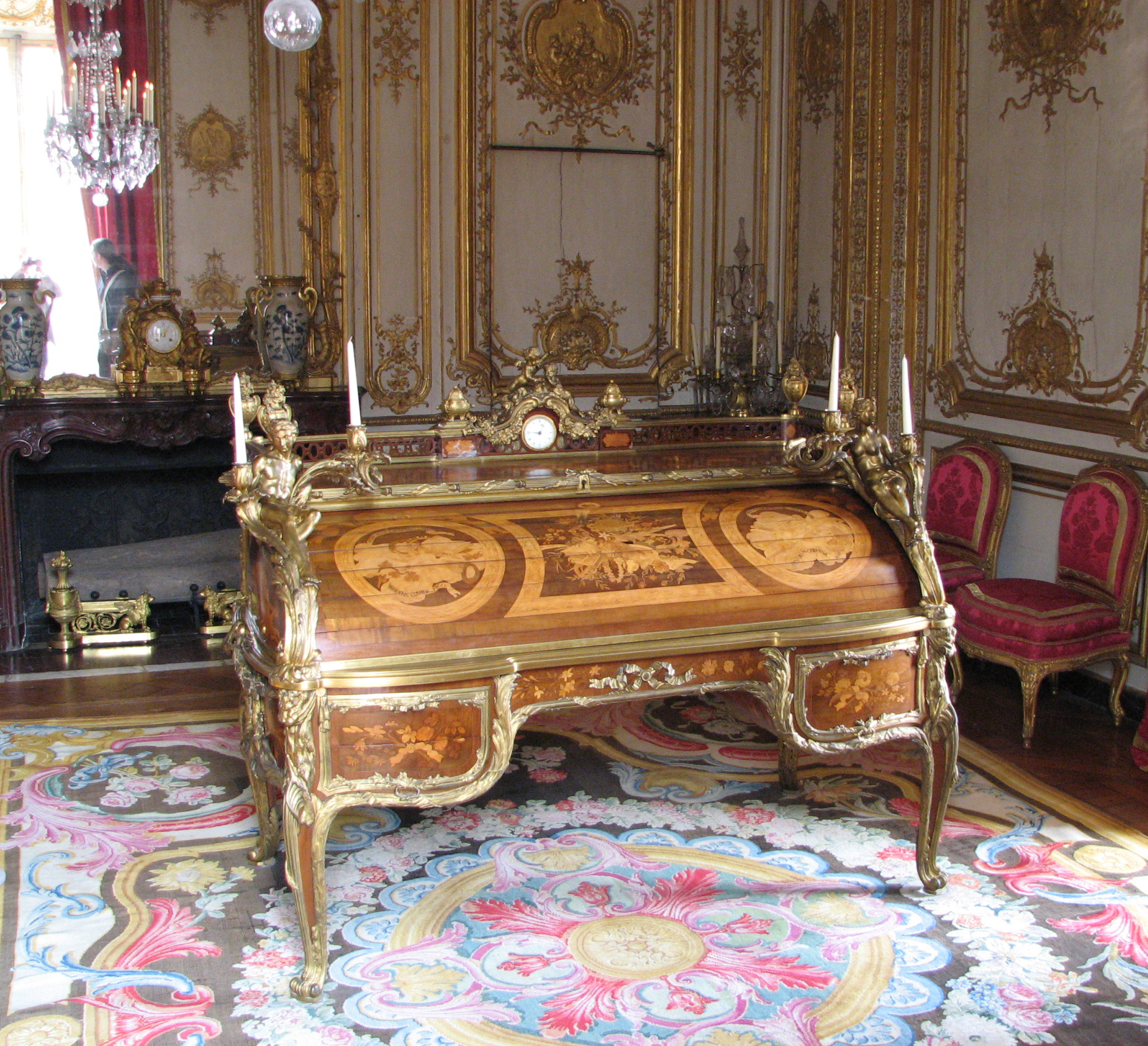
Le secrétaire à cylindre de Louis dans le Cabinet intérieur du Roi.

Dit aussi secrétaire cylindre,

## Sources et références
- Larousse Universel 1922 et 1923,
- Tous les styles, du Louis XIII au 1925, ed. Elina, Paris 1973, 1980.
- Merveilleux meubles de France, Paris, Mercure diffusion, 1987 (ISBN 978-2-859-61173-6).